# Wat Phnom

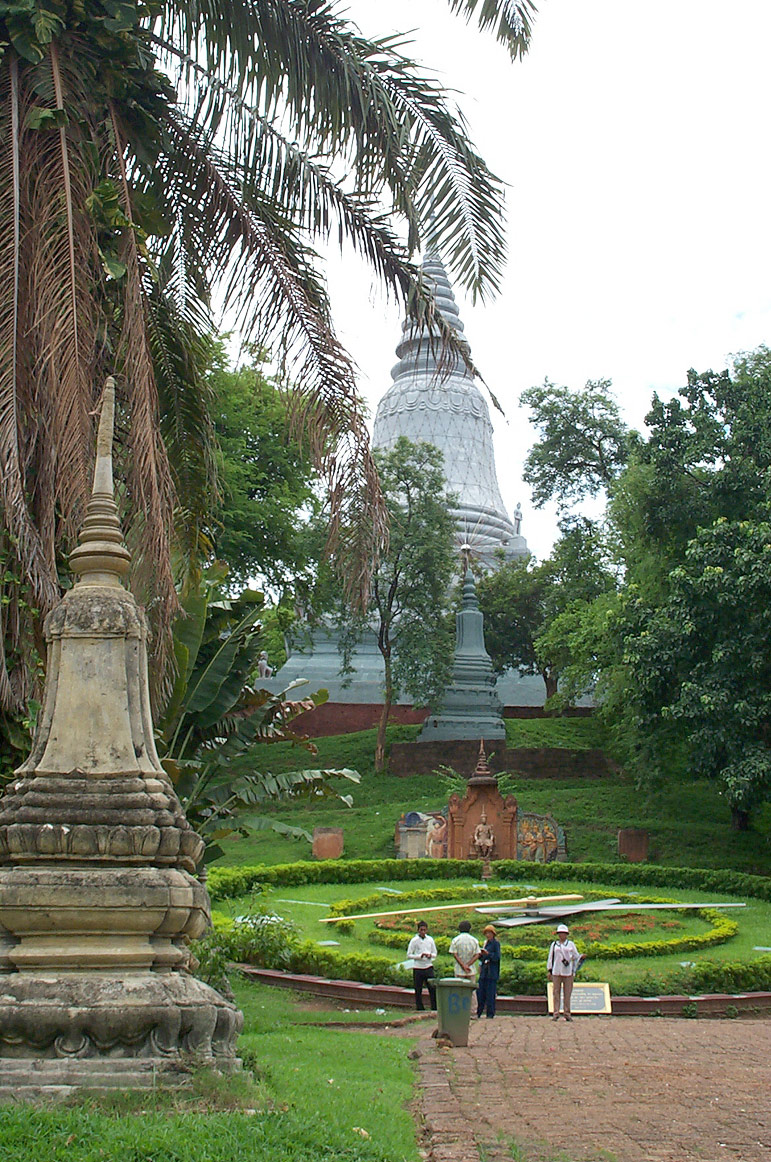
Tháp chứa hài cốt phía trước Wat Phnom và đồng hồ cỏ

Wat Phnom là một ngôi chùa lịch sử và là một trong những chùa quan trọng nhất ở Phnôm Pênh. Đây là ngôi chùa linh thiêng thu hút khách hành hương từ mọi miền đất nước và là điểm tham quan không thể bỏ qua của du khách khi du lịch đến đất nước này.

## Lịch sử
Chùa được xây năm 1373. Nằm ở độ cao 27 mét so với xung quanh, nó là điểm cao nhất trong thành phố này và cũng là công trình tôn giáo cao nhất. Chùa được một quả phụ giàu có là Daun Penh xây trên một ngọn đồi nhân tạo, sau khi một trận lụt lớn đã cuốn trôi các bức tượng Phật tới đây. Truyền thuyết kể lại rằng sự ra đời của Wat Phnom gắn chặt với sự khởi đầu của Phnôm Pênh. Người ta kể rằng năm 1372 bà Penh (Yea Penh) vớt được một cây gỗ trôi dạt trên sông. Bên trong cây gỗ là 4 bức tượng Phật. Bà đã cho đắp một ngọn đồi (phnom có nghĩa là đồi) và một ngôi chùa nhỏ (wat) ở khu vực mà ngày nay gọi là Wat Phnom. Sau này, khu vực xung quanh được gọi theo ngọn đồi (Phnom) và người tạo ra nó (Penh), vì thế mà có Phnom Penh. Ngôi chùa hiện đang tồn tại được xây dựng lại lần cuối vào năm 1926. Đã có nhiều hạng mục thêm vào trong các thế kỷ qua. Tháp chứa hài cốt lớn nhất chứa tro của vua Ponhea Yat (1421?-1462), người đã di chuyển kinh đô của đế chế Khmer từ Angkor về Phom Penh. Khu vực chùa này là trung tâm lễ hội của thành phố trong Năm mới Campuchia và Pchum Benh.

## Miêu tả
Chùa có tất cả 2 hướng để tham quan, du khách tham quan ngôi chùa sẽ đi 1 đường và xuống 1 đường. Đường lên chùa không cao, phía con đường đi có bức tượng của rắn thần Naga và 2 con linh sư - những con vật quen thuộc trong tín ngưỡng của người Campuchia và là những linh vật được thấy hầu hết trong đền quần thể đền Angkor. Phần ngôi chùa phía trên đồi tôn thờ giống như hầu hết các ngôi chùa ở Campuchia, phía sau, Bà Pênh được thờ phía sau chùa rất linh thiêng mà du khách thường đến cúng bái, phía cạnh tượng bà Pênh là tượng ông thần Tài, một vị thần theo tín ngưỡng của người Hoa được phối thờ. Phần tháp màu trắng được xây dựng lại phía sau tượng bà Pênh được sơn màu trắng dùng để chứa hài cốt của vua Ponhea Yat, hình ảnh đặc biệt mà từ xa có thể thấy ngôi tháp.

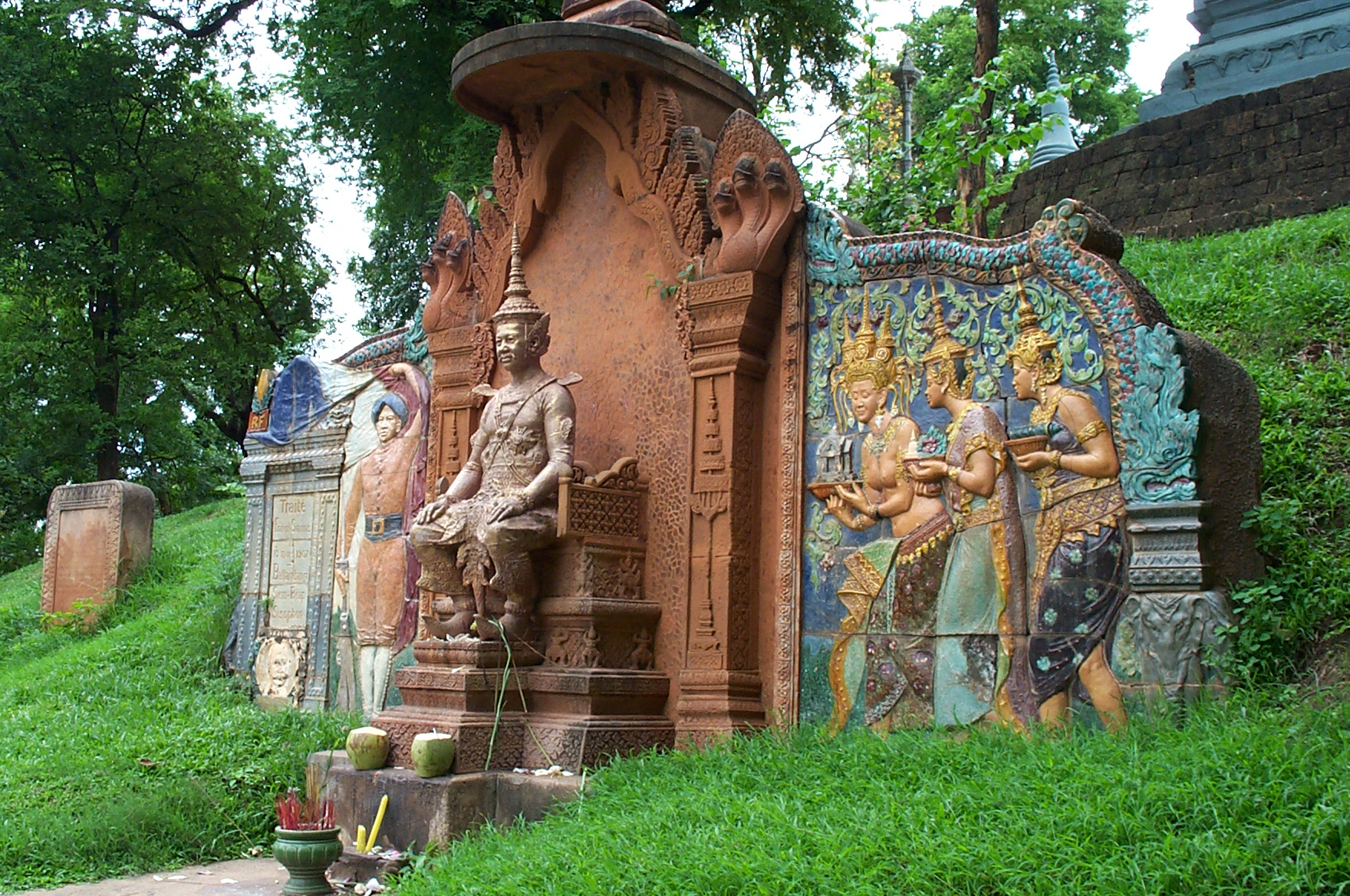
Tượng vua Ponhea Yat phía cổng đồng hồ cỏ

Phần đi xuống con đường là quảng trường nhỏ có bức tượng của vua Ponhea Yat. Phía dưới là một đồng hồ cỏ mà người Hoa đã dành tặng cho chùa. Hiện nay đồng hồ cỏ này vẫn hoạt động tốt.

## Điều cấm kị
Điều quy định khi tham quan chùa là không mặc quần áo ngắn tay, khi cúng bái bà Pênh tuyệt đối không cầu tình duyên. Xung quanh chùa có rất nhiều khỉ, chúng được nuôi thả tự do và tuyệt đối khi gặp chúng không được chọc phá.